# Château du Creux
Le château du Creux est un château situé à Vallon-en-Sully, en France.

## Localisation
Le château est situé dans la commune de Vallon-en-Sully, dans le département de l'Allier, en région Auvergne-Rhône-Alpes. Il se trouve à l'est du Cher, sur la rive droite de l'Aumance. Il est accessible par la D 157 (route de Hérisson à Meaulne).

## Description
Le château du Creux est un édifice à l'architecture classique et symétrique, composé d'un corps de logis central, élevé sur un rez-de-chaussée et deux étages, surmonté d'un haut comble à la française, cantonné par deux ailes, en saillie côté cour et en retrait côté parc, surmontées chacune d'un haut comble indépendant.
Sur chacune des deux façades, les trois travées centrales forment un avant-corps légèrement saillant, surmonté d'un fronton triangulaire. 
La façade d'arrivée est précédée par une avant-cour bordée de dépendances et une cour ; cette dernière est cantonnée à chacun de ses quatre angles par un pavillon au toit mansardé.
Sur le côté se trouvent le jardin potager et en arrière, un parc à l'anglaise.

## Historique
La seigneurie du Creux appartenait au Moyen Âge à la famille de La Faye.
En 1519, Jeanne de La Faye épouse Gilbert de Fougières, qui, en 1546, achète à son beau-frère la seigneurie du Creux.
Le Creux entre alors dans la famille de Fougières, dont la descendance le conserve depuis.
Après avoir appartenu à François de Fougières, lieutenant général des armées du roi, mort en 1768, le château du Creux, ses dépendances et ses abords sont remaniés dans les années 1770 par l'architecte versaillais Nicolas-Martial Foacier, à la demande de son fils, François-Marie de Fougières, maréchal des camps et armées du roi, sous-gouverneur du Dauphin et des enfants de France, lieutenant général du Bourbonnais (1721-1787).
Le fils de celui-ci, Louis Joseph de Fougières (1773-1841), laisse une fille unique, Adélaïde Hyacinthe de Fougières (1819-1891), dont le mariage en 1837 avec Christian de Nicolaï, fait entrer Le Creux dans la maison de Nicolaï.  
Entre 1883 et 1889, elle fait remettre en état son château du Creux par l'architecte amiénois Edmond Duthoit.
En mars 1951, la toiture du château est en partie endommagée par un incendie, puis restaurée à l'identique dans les mois suivants.
L'édifice est inscrit et classé partiellement par les arrêtés respectifs des 5 mars 1992 et 10 mars 1995 au titre des monuments historiques.